# قندس الجبل الأحمر
قندس الجبل الأحمر (الاسم العلمي: Aplodontia rufa) هي نوع من الحيوانات يتبع جنس قندس الجبل من فصيلة القنادس الجبلية.